# Frederic Wandres
Frederic Wandres (* 25. März 1987 in Kehl) ist ein deutscher Dressurreiter.

## Persönliches
Wandres verbrachte seine Kindheit und Jugend in Kehl in Baden-Württemberg. Er stammt aus einer Familie, in der der Reitsport keine Rolle spielte, sein Vater war Beamter und in der Freizeit Fußballtrainer.
Nach seiner mittleren Reife machte Frederic Wandres auf Wunsch seiner Familie eine Ausbildung zum Industriekaufmann. Im Anschluss bestritt er ab 2007 eine Lehre zum Pferdewirt, die er 2010 mit der Stensbeck-Plakette abschloss. Er ist seitdem als Berufsreiter tätig.

## Sportlicher Werdegang

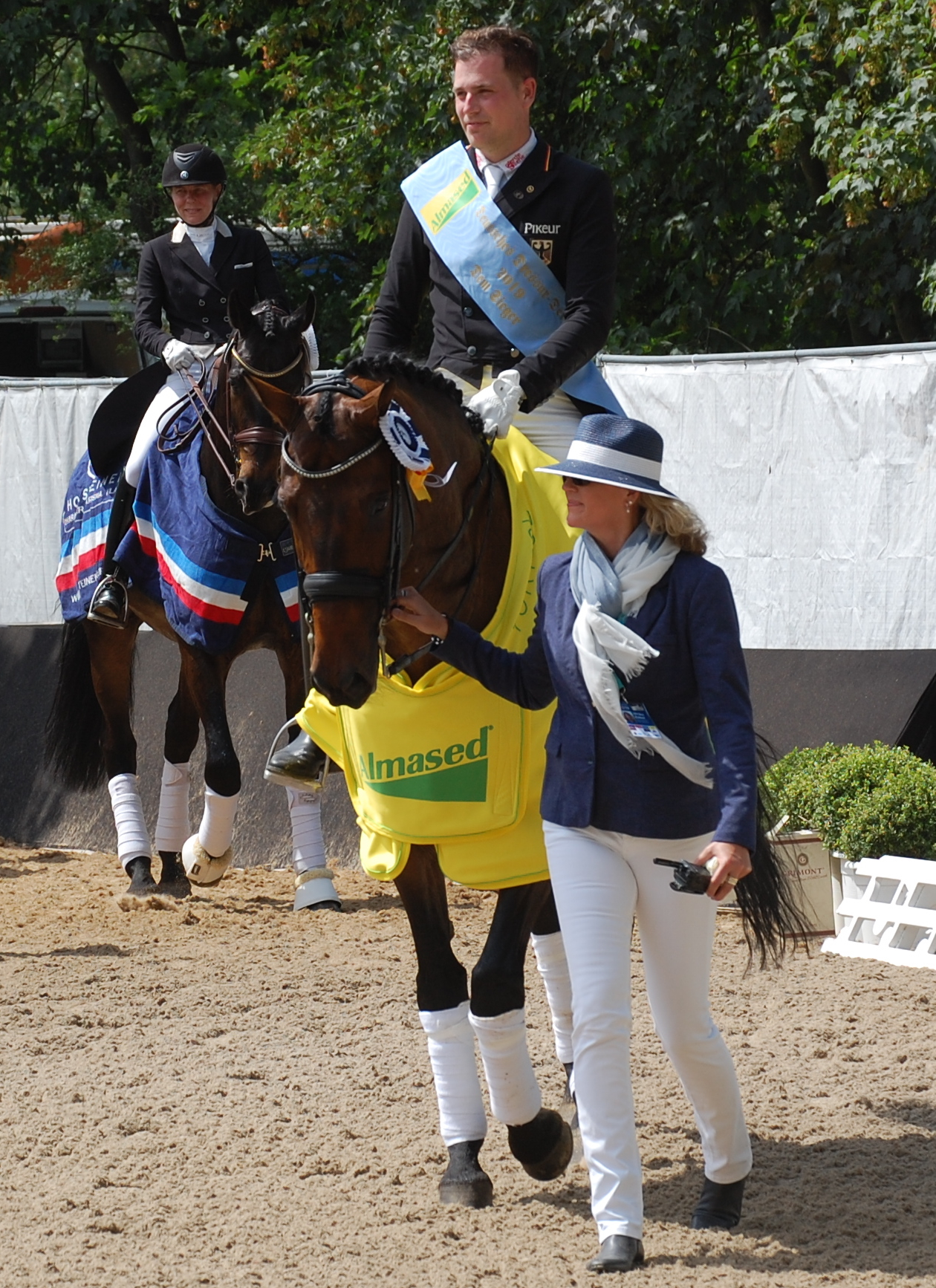
Frederic Wandres mit Westminster, Sieger des Deutschen Dressur-Derbys 2019

Zusammen mit einer Mitschülerin nahm Frederic Wandres im Grundschulalter erste Longenstunden in Kehl. Mit 14 Jahren bekam er sein erstes eigenes Pferd, einen dreijährigen ungerittenen Wallach. Mit diesem bestritt Wandres Dressurpferde- und Springpferdeprüfungen. Anschließend fokussierte er sich auf das Dressurreiten und bekam die Möglichkeit, bei Lone Jörgensen zu trainieren. Mit einem von Jörgensens Berittpferden, Baldessarini, arbeitete sich bis auf das schwere Prüfungsklassenniveau hoch und bestritt 18-jährig Prüfungen auf Prix St. Georges-Niveau.
Für seine Lehre im Stall Kasselmann zum Pferdewirt zog Wandres nach Hagen am Teutoburger Wald. Hier war er bis 2012 tätig und gewann seine erste Prüfung der schweren Klasse. Anschließend arbeitete Frederic Wandres bis zum Jahr 2015 für das Gestüt Bonhomme in Werder (Havel), wo er Jungpferde und Hengste der gestütseigenen Hengststation ritt. Nach seiner Rückkehr in den Stall Kasselmann im Mai 2015 folgten diverse Siege in der schweren Klasse. Bereits im Oktober desselben Jahres wurde ihm das Goldene Reitabzeichen verliehen. Seit 2016 reitet Frederic Wandres auch Prüfungen auf Grand Prix-Niveau.
Im Jahr 2018 nahm Frederic Wandres bei Horses & Dreams mit Duke of Britain an seiner ersten international ausgeschriebenen Grand Prix de Dressage teil. Mit dem Wallach hatte er bereits ein Jahr zuvor bei Horses & Dreams einen Kurz-Grand Prix für Nachwuchspferde gewonnen, im Jahresfinale der Nachwuchs-Grand Prix-Pferde-Prüfungsserie „Louisdor-Preis“ beim Festhallen-Reitturnier Frankfurt waren beide Fünfte geworden. Weitere Premieren im Jahr 2018 waren die ersten beiden Nationenpreisstarts in Rotterdam und Falsterbo sowie die ersten Weltcupstarts in Zakrzów und Stuttgart.
Bei seinem dritten Weltcupstart mit Duke of Britain bei der London International Horse Show kam Wandres auf ein Ergebnis von über 80 Prozent und gewann punktgleich mit Charlotte Dujardin die Weltcupkür. Zum Jahresbeginn 2019 wurde Wandres erstmals in den deutschen Perspektivkader aufgenommen. Anfang Juni 2019 qualifizierte sich Frederic Wandres erstmals für das Deutsche Dressur-Derby. Er gewann die Prüfung mit Pferdewechsel, sein Pferd Westminster wurde bestes Pferd der Prüfung. Im September des Jahres gewann er mit dem Hengst Zucchero die Weltmeisterschaft der sechsjährigen Dressurpferde.
Die Weltcup-Westeuropaliga 2019/2020 schloss Wandres auf Rang drei ab. Bei einem der ersten Turniere nach der weltweiten durch die COVID-19-Pandemie bedingten Turnierpause gewann er in Hagen am Teutoburger Wald mit Duke of Britain mit über 80 Prozent eine Grand Prix Kür. Im Oktober 2020 stieg Frederic Wandres in den Championatskader auf. Anfang des Jahres 2021 war Frederic Wandres in Florida erneut Teil einer deutschen Nationenpreismannschaft.
Für die Olympischen Spiele in Tokio waren Wandres und Duke of Britain auf der deutschen Longlist, für die Europameisterschaften 2021 wurde das Paar als erstes Reservepaar benannt. Die Dressurwettbewerbe des CHIO Aachen 2021 fanden nur eine Woche nach den Europameisterschaften statt. Wandres wurde mit Duke of Britain für die deutsche Equipe nominiert, gewann mit der Mannschaft den deutschen Nationenpreis und wurde im Großen Dressurpreis von Aachen Fünfter.
Die Weltcup-Westeuropaliga 2021/2022 beendete Wandres auf Rang drei. Dennoch durfte er nicht beim Weltcupfinale in Leipzig an den Start gehen, da pro Nation beim Dressur-Weltcupfinale maximal drei Reiter zugelassen sind. Die deutschen Startplätze gingen an die auf den Plätzen eins und zwei der Westeuropaliga geführten Reiterinnen und an Isabell Werth als Siegerin des vorherigen Weltcupfinals. Nach einem Sieg der Kür bei Horses & Dreams und dem Gewinn beider Silbermedaillen bei den Deutschen Meisterschaften in Balve wurden Wandres und Duke of Britain erneut für den Nationenpreis beim CHIO Aachen nominiert. Im Großen Dressurpreis von Aachen erreichte das Paar mit 83,880 Prozent den zweiten Platz. Für die Weltmeisterschaften in Herning 2022 wurde Frederic Wandres und Duke of Britain auf die Longlist aufgenommen. Dort war das Paar Teil der deutschen Equipe, die Bronze gewann. Nachdem sich Duke of Britain in der Nacht danach in seiner Box festgelegen hatte (sich also in eine Liegeposition befand, aus der er alleine nicht mehr aufstehen konnte), entschied man sich, auf einen Start im Grand Prix Spécial zu verzichten.
Auch im Jahr 2023 war Wandres Teil der deutschen Europameisterschafts-Equipe, erstmals nun mit dem Oldenburger Bluetooth. Mit diesem hatte er zuvor bei den Deutschen Meisterschaften zwei Medaillen errungen.
Bei den Deutschen Meisterschaften 2024 in Balve wurde er im Grand Prix Special mit Bluetooth OLD und im Grand Prix Kür mit Duke of Britain jeweils Vizemeister.
Für die Olympische Sommerspiele 2024 in Paris war Wandres zunächst als Ersatzreiter vorgesehen. Auf Grund des Rückzugs von Ingrid Klimkes Pferd Franziskus rückte Wandres mit Bluetooth OLD nach. Mit der Dressurequipe errang er in der Mannschaftswertung die Goldmedaille. In der Einzelwertung (Grand Prix Kür) belegte er den 13. Rang.

## Pferde
- Bluetooth OLD (* 2010), dunkelbrauner Oldenburger Wallach, Vater: Bordeaux 28, Muttervater: Riccione; bis 2020 von Ingrid Klimke geritten[19]
- Duke of Britain FRH (* 2007), Britischer Hannoveraner, Fuchswallach, Vater: Dimaggio, Muttervater: Rubinstein I[20], beim Frankfurter Festhallenreitturnier 2024 aus dem Sport verabschiedet[21]
- Westminster 71 (* 2005), dunkelbrauner Oldenburger Wallach, Vater: Weltissimo 3, Muttervater: Davignon I; nach 2019 von Evelyn Eger geritten[22], seit Mai 2024 in Rente[23]
- Joy Game (* 2014), dunkelbrauner KWPN-Wallach, Vater: Davino, Muttervater: Gribaldi, im Mai 2025 an die kroatische Juniorin Dariia Novinskaya verkauft[24]
- Zucchero OLD (* 2013), schwarzbrauner Oldenburger Hengst, Vater: Glock's Zonik N.O.P., Muttervater: Prince Thatch xx, zuletzt im August 2019 im internationalen Sport eingesetzt
- Veuve Cliquot 3 FRH (* 2018), Hannoveraner Dunkelfuchs-Wallach, Vater: Vitalis, Muttervater: Fürst Heinrich

## Erfolge (in Auswahl)
- Olympische Spiele
  - 2024, Paris: mit Bluetooth OLD Goldmedaille mit der Mannschaft und 13. Platz in der Einzelwertung

- Weltmeisterschaften:
- 2022, Herning: mit Duke of Britain Bronze mit der Mannschaft

- Europameisterschaften:
- 2023, Riesenbeck: mit Bluetooth Silber mit der Mannschaft, 7. Platz in der Einzelwertung Grand Prix Spécial und 9. Platz in der Einzelwertung Grand Prix Kür

- Deutsche Meisterschaften:
  - 2021, Balve: mit Duke of Britain 10. Platz im Grand Prix Spécial (76,235 %)[25] und 9. Platz in der Grand Prix Kür (81,525 %)[26]
  - 2022, Balve: mit Duke of Britain 2. Platz im Grand Prix Spécial (79,981 %)[27] und 2. Platz in der Grand Prix Kür (83,375 %)[28]
  - 2023, Balve: mit Bluetooth OLD 3. Platz im Grand Prix Spécial (78,628 %)[29] und 2. Platz in der Grand Prix Kür (81,775 %)[30]
  - 2024, Balve: mit Bluetooth OLD 2. Platz im Grand Prix Spécial (79,431 %)[31] und mit Duke of Britain FRH 2. Platz in der Grand Prix Kür (83,450 %)[32]

- Deutsches Dressur-Derby:
  - 2019: 1. Platz[33]
  - 2022: 2. Platz[34]